# اریش زایدل
اریش زایدل (آلمانی: Erich Seidel؛ ‏ ۳۰ دسامبر ۱۸۸۲ – ۲۶ فوریهٔ ۱۹۴۶) چشم‌پزشک اهل آلمان بود که بابت مطالعات و پژوهش‌هایش دربارهٔ آب‌سیاه، بی‌حسی چشمی و پویایی‌شناسی مایع زلالیه شهرت دارد. آزمون زایدل و نشانه زایدل نامشان را از او می‌گیرند.